# Pavillon frais
Vous lisez un « bon article » labellisé en 2013.
Le Pavillon frais ou Salon frais est une fabrique construite pour Louis XV et Madame de Pompadour par Ange-Jacques Gabriel au sein du Jardin français du Petit Trianon, dans le parc du château de Versailles.
Nouvel édifice de ce petit domaine désiré par le roi pour s'éloigner des contraintes de la Cour, construit de 1751 à 1753, il fait face au Pavillon français et sert de salle à manger d'été où l'on peut « prendre le frais » et déguster les produits du potager tout proche. Ce pavillon, comportant une unique pièce, est conçu comme une architecture de verdure et est entièrement revêtu de treillage vert. Il est agrémenté d'un jardinet rectangulaire et symétrique, entouré d'arcades qui sont elles-mêmes surmontées de vases en corbeille, l'ensemble créant une harmonie architecturale et horticole. Deux petits bassins ovales à l'extrémité des parterres de fleurs complètent le décor.
Abandonné aux intempéries et aux dégradations à la Révolution française, le pavillon est rasé en 1810 et le jardin remplacé par du gazon. Dans les années 1980, puis en 2010, grâce au mécénat et après une campagne archéologique, il est entièrement reconstruit sur le modèle d'origine et le dessin du jardin initial est fidèlement reproduit. Seules les arcades n'ont pas encore été restituées.

## Construction
À la mort de sa maîtresse Madame de Châteauroux, en 1744, le roi Louis XV revient séjourner à Trianon, ce château de marbre qu'il a délaissé durant les premières années de son règne et qui souffre d'un important manque d'entretien. C'est en 1747 que l'architecte Ange-Jacques Gabriel, accompagné du directeur des bâtiments, Charles Lenormant de Tournehem, trace une première esquisse afin de redonner au château son intimité. La marquise de Pompadour, maîtresse du roi depuis deux années, ne manque pas de soutenir ce projet, dans le but de distraire Louis XV de sa mélancolie. Dès 1749, on construit sur les parcelles au nord-est du château de Mansart une ménagerie, comportant simplement une basse-cour et une étable, et, au centre d'un nouveau jardin à la française, on édifie un premier pavillon destiné au jeu, à la collation et au concert : le Pavillon français.

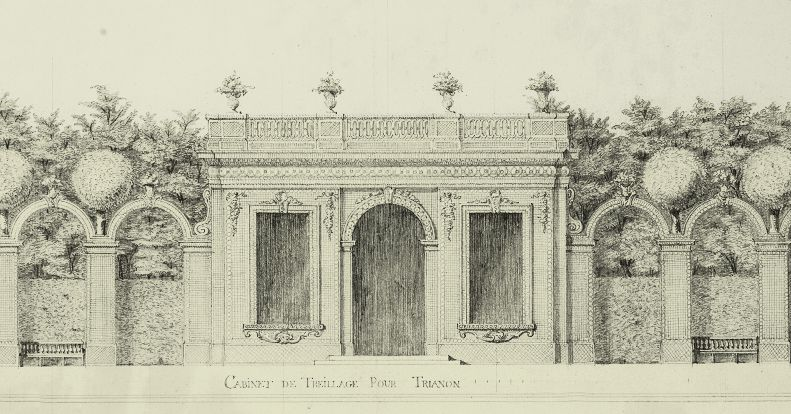
Projet d'Ange-Jacques Gabriel d'un « cabinet de treillage pour Trianon », 1751.

Alors que se dessine, au nord et à l'est du domaine, le nouveau jardin fruitier et potager de Claude Richard, Louis XV fait élever une « salle à manger » à proximité du premier pavillon. Rapidement qualifiée de « Pavillon frais » de par son orientation au nord, elle est destinée à la consommation des produits des potagers et de la laiterie de la ménagerie. Après divers projets dressés par l'architecte Gabriel, Tournehem signe l'ordre de construction le 17 septembre 1751. Les fondations, en plein cintre pour préserver le bâtiment de l'humidité, sont achevées par les frères Thévenin en 1751 et les murs de meulière de Satory sont montés l'année suivante. Le toit en terrasse est entièrement couvert de plomb. Les vitrages de la Manufacture royale des glaces sont posés en juillet, composés de plus de cent cinquante carreaux ; le pavillon est en effet, de par sa destination, largement ouvert sur les jardins dont il est le prolongement, par la grande porte centrale et les deux portes-fenêtres latérales ainsi que par les deux croisées frontales. De conception architecturale sobre, il comprend simplement une arcade renfoncée à l'entrée, rappelant le Pavillon français ou la proche volière. Son originalité vient de son habillage de treillage, exécuté par Langelin, évocation du jardin et de la nature.
Le Pavillon frais représente, en 1753, l'achèvement de la première partie de l'œuvre de Gabriel au Petit Trianon, avant que le domaine ne soit livré aux jardiniers et botanistes et que ne démarre, huit ans plus tard, la seconde phase avec la construction du petit château.

## Lejardin particulier du Roy

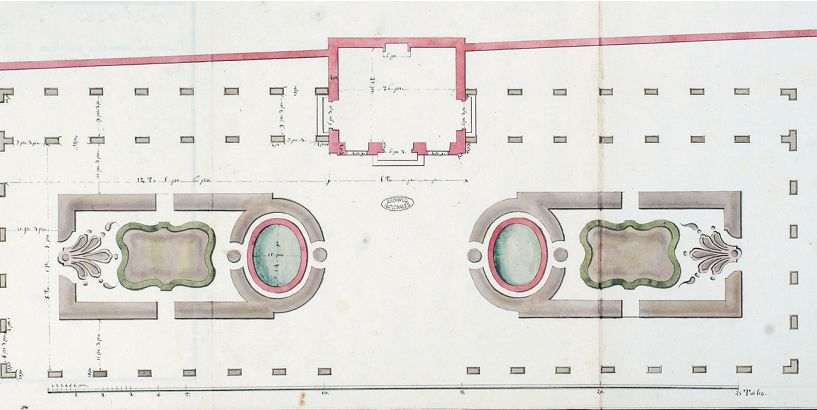
Projet d'Ange-Jacques Gabriel du « Nouveau jardin du Trianon », 1751.
Le nord est en bas.

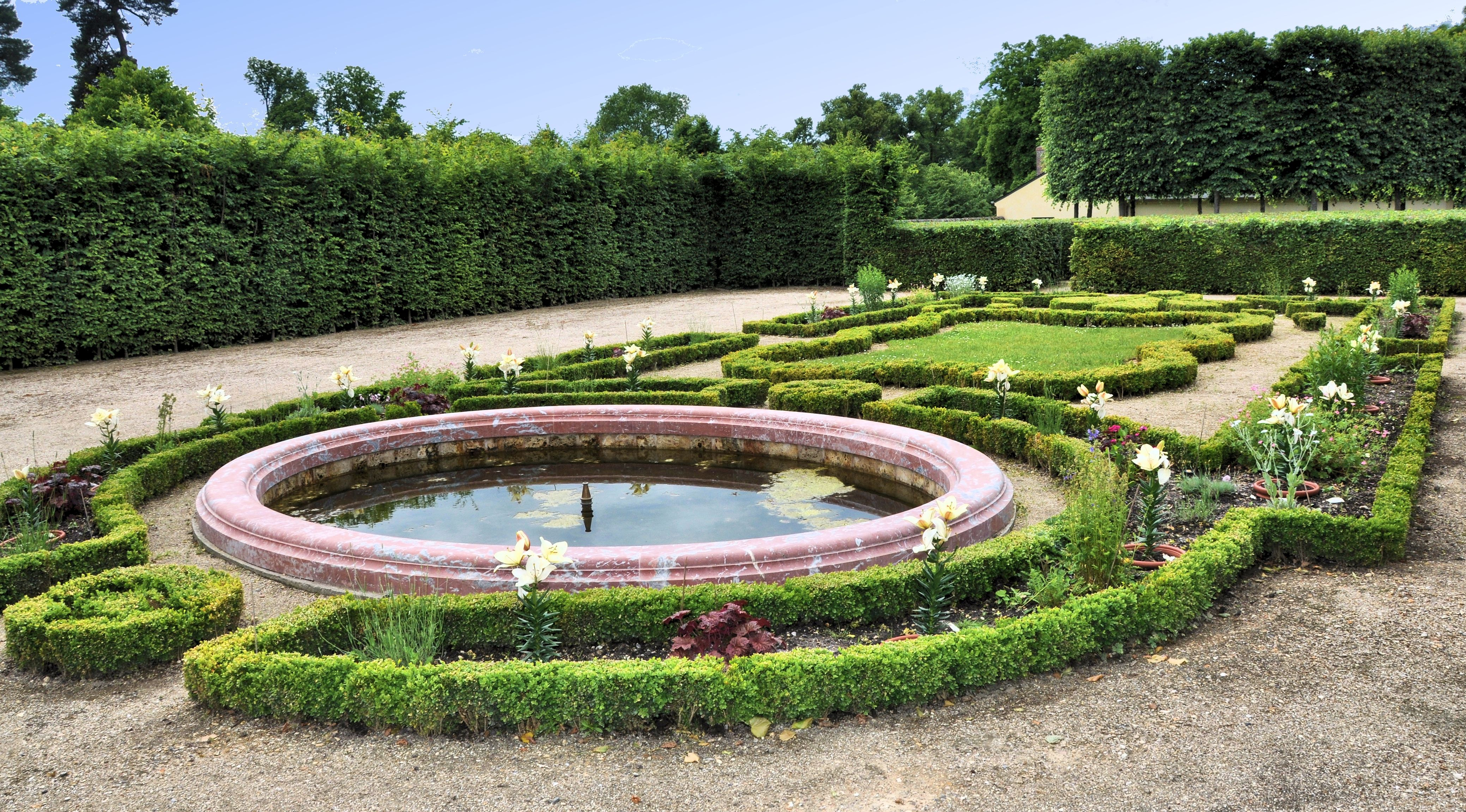
Jardin du Pavillon frais.

Le Pavillon frais est situé à l'extrémité de la branche sud de la croix latine formant le Jardin français. À l'opposé se situe la ménagerie. L'allée faisant face au Salon frais qui mène au Pavillon français est de même largeur, afin de préserver la vue entre les deux édifices. À l'avant du salon se trouve un jardin rectangulaire, de cinquante mètres par vingt, véritable « cabinet de verdure » entièrement entouré d'arcades de treillage. Celles-ci, alignées sur la façade nord de l'édifice, sont constituées d'une série d'armatures de fer de près de 3,50 m de hauteur sur 2,35 m de largeur, exécutées par le serrurier Gamain le Jeune en juillet 1752. Ces armatures supportent des pilastres en treillage enserrant le tronc de tilleuls au feuillage taillé en boule. L'entrée est encadrée de deux imposants piliers supportant de grandes corbeilles. Les allées sont couvertes de sable de rivière.
Du côté du Salon frais, une seconde rangée d'arcades forme deux allées auxquelles on accède par chacune des portes-fenêtres latérales. À l'extrémité des deux allées sont montées des niches de treillage sous lesquelles on installe en 1756 deux statues de David Bourderelle, provenant de la salle des Antiques du parc de Versailles : La Maladie et La Santé, initialement destinées à décorer un tombeau. L'agrafe de chacune des cinquante-quatre arcades est surmontée d'un vase en corbeille, rappelant les quatre ornements en acrotère du pavillon.
| |  |  |
| Les statues de David Bourderelle, La Maladie et La Santé, étaient autrefois placées aux extrémités des allées de treillage. |  |  |

L'ensemble des arcades, des pilastres et des façades est recouvert par un treillage exécuté par Langelin — qui est à l'origine de nombreux ouvrages au sein du domaine de Versailles — et peint en vert, de même que les corbeilles ornementales. En septembre 1753, après plusieurs essais qui ne conviennent pas, Louis XV fait ajouter par le jardinier Jean-Baptiste-Louis Belleville quarante orangers à l'intérieur des arcades. On camoufle également, à proximité du bâtiment des officiers du corps de garde, un cabinet d'aisance par des treillages.
Deux petits bassins ovales, prévus pour y accueillir, à la demande du Roi, des poissons rouges, constituent l'extrémité des parterres symétriques plantés de juliennes, de giroflées et d'œillets d'Espagne et sur le côté opposé à chaque bassin est disposée une palmette de buis. Ils sont solidement construits en raison de leur forme originale nécessitant un renforcement exceptionnel pour éviter les points de rupture, le corroi de glaise et le contre-mur dépassant le mètre d'épaisseur. Le fond est couvert de pavés de silex et de grès colorés formant des motifs géométriques et la margelle est confectionnée en marbre du Languedoc par Louis-François Trouard.

## Intérieur du pavillon

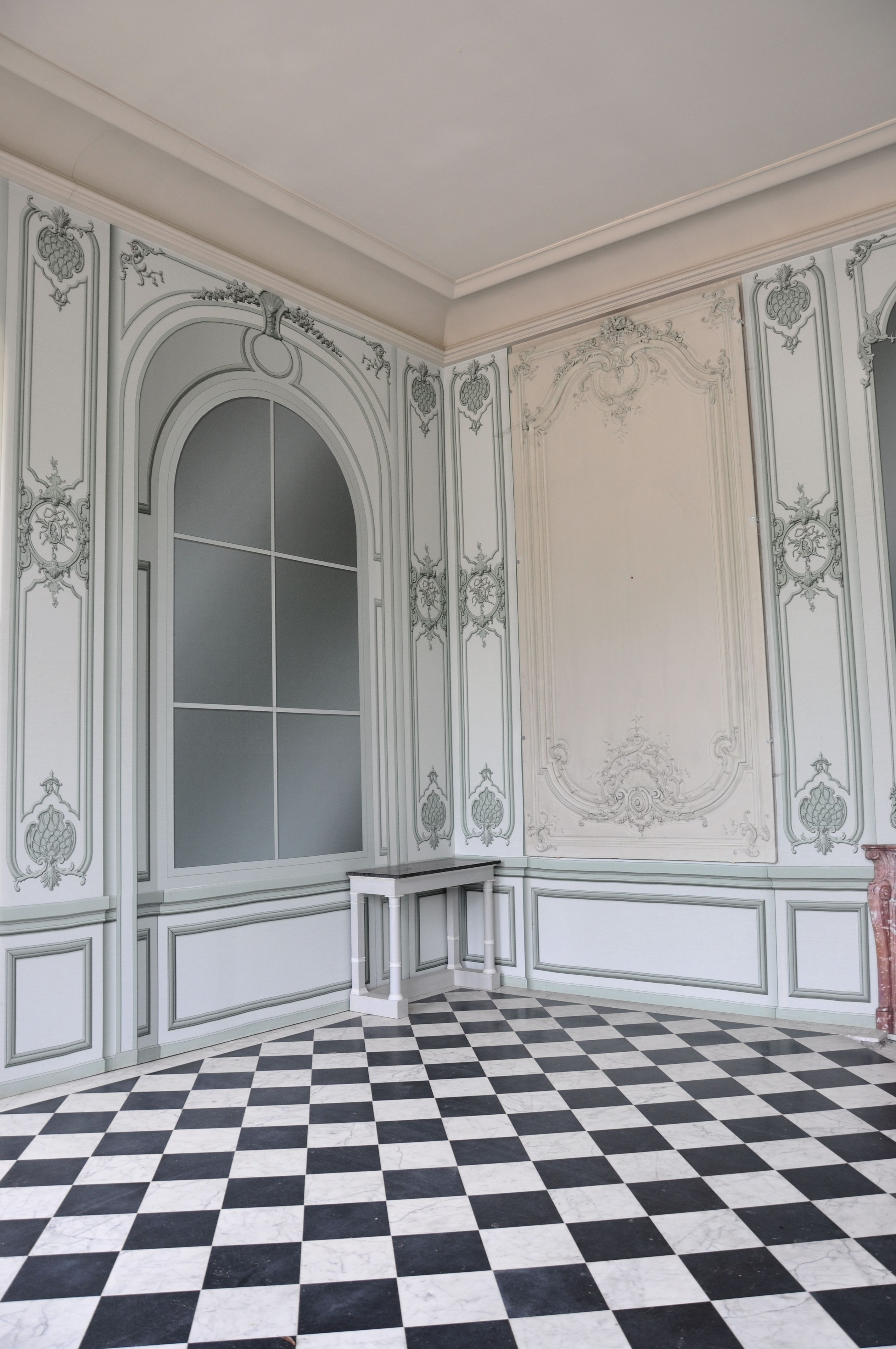
Intérieur du Pavillon frais : le panneau de droite est d'origine, le reste de la décoration murale est un dessin.

L'intérieur est richement décoré, malgré les faibles dimensions du pavillon dépassant à peine les 60 m2 ; les murs sont couverts de lambris de chêne exécutés par le menuisier Jean-Antoine Guesnon, sculptés par Jacques Verbeckt et peints de vert et blanc par le peintre ordinaire du roi, Médard Brancourt,. Ces mêmes tons de vert sont conservés sur les encadrements des trois panneaux de glaces ; une cheminée, en marbre du Languedoc comme la margelle des bassins, vient, le 30 mai 1752, terminer de garnir le mur du fond, pour l'apparat davantage que pour l'utilité, s'agissant d'un salon d'été,. Au centre du plafond blanc, on dispose une lanterne semblable à celle du Pavillon français, ornée de guirlandes de fleurs en porcelaine, et sur les murs une paire de bras à trois branches. Les cinq portes et croisées sont ornées de doubles rideaux en quinze-seize de gros de Tours blanc. Le sol est en marbre blanc et noir.
Le mobilier, aujourd'hui disparu, est composé, en 1776, de deux canapés blancs à moulures dorées et recouverts de toile de perse vert et blanc, ainsi que de deux fauteuils et dix-huit chaises du même assortiment. Un vaste tapis est commandé en 1754 à la manufacture royale de la Savonnerie et livré en 1760 ; le dessin de Chevillon représente un camaïeu de vert assorti aux lambris et aux façades sur un fond blanc, le centre est orné du chiffre du Roi et les quatre coins de fleurs de lys. Écarté des ventes révolutionnaires, il est envoyé au palais du Luxembourg en l'an V avant de rejoindre l'hôtel d'Elbeuf de Cambacérès en 1807 et de disparaître des inventaires.

## Déclin du jardin et du pavillon
La construction du château du Petit Trianon, à partir de 1762, modifie l'organisation du jardin à la française situé entre la ménagerie et le Salon frais. Le petit jardin attaché à ce dernier continue d'être entretenu, les treillages régulièrement restaurés, mais l'on simplifie le dessin des parterres, à mesure que les esprits se concentrent sur la création du Jardin anglais de Marie-Antoinette. La Révolution accélère le déclin : le vol du toit de plomb du Pavillon frais, le 31 janvier 1793, entraîne l'effondrement d'une partie du plafond. On dépose rapidement les glaces que l'on entrepose dans la salle de billard ; trois ans plus tard, on retire les lambris, la cheminée et le sol de marbre que l'on transporte dans les cuisines du Petit Trianon. Les deux sculptures de Bourderelle sont envoyées au château de Saint-Cloud.
En raison de son degré de décrépitude déjà constaté en 1796, le Pavillon frais est détruit en 1810, le coût du devis de remise en état proposé par l'architecte de Napoléon Ier, Guillaume Trepsat, étant trop élevé. Les fondations sont néanmoins conservées et une partie des pierres est recyclée lors de la reconstruction du nouveau jeu de bague, pour l'impératrice Marie-Louise. Les bassins sont recouverts et les plates-bandes de fleurs disparaissent complètement.

## Restitution

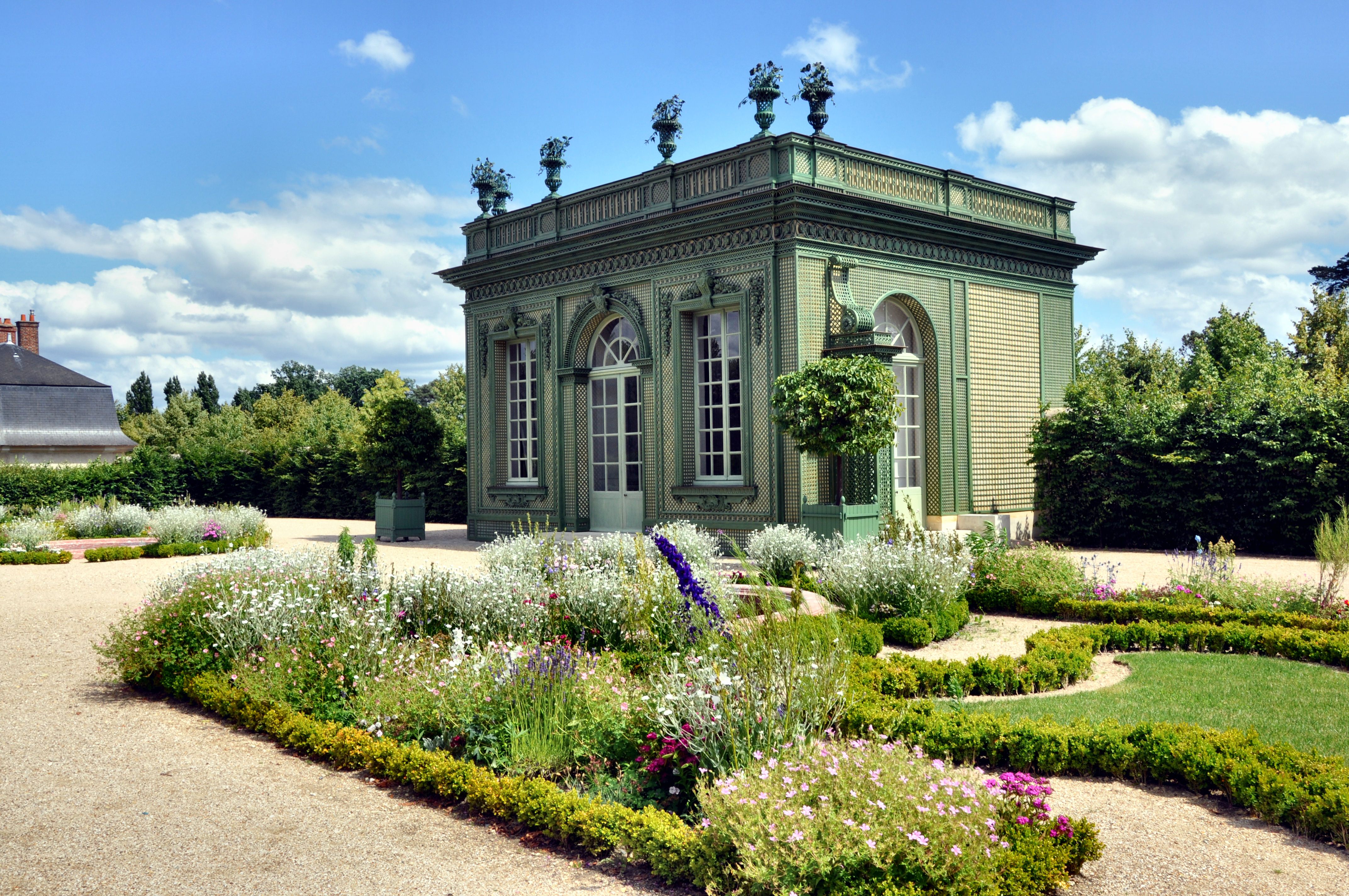
Le Pavillon frais au milieu des jardins.

En 1980, il est décidé de reconstruire le pavillon pour servir d'accueil aux visiteurs. Des fondations en béton armé sont exécutées par-dessus celles d'origine mais le bâtiment reste, à son achèvement en 1984, d'une décoration sommaire comportant de simples panneaux de treillage, et n'est finalement pas affecté à l'accueil. Plusieurs campagnes archéologiques sont réalisées entre 2006 et 2009 par Annick Heitzmann, sous la conduite de l'architecte en chef des monuments historiques, Pierre-André Lablaude, afin de valider les connaissances historiques et de conformer le projet de restitution au plus près de la réalité historique, tant pour l'architecture ou la décoration intérieure que pour la fontainerie ou les jardins. On complète aussi ces recherches par l'étude du mémoire d'entrepreneur de Langelin, dont les croquis et dessins permettent une reconstitution minutieuse des décors.
Le budget de la restauration du Pavillon frais et de son jardin s'élève à deux millions d'euros. Grâce au mécénat de l'association The American Friends of Versailles, une première phase, en 2010, permet de restituer les treillages des façades avec les six vases de couronnement, ainsi que les pilastres encadrant l'entrée du jardin. La seconde phase prévoit la prolongation de la galerie de treillage, la reconstitution de la totalité des arcades et la finalisation de la décoration intérieure de l'édifice, après la pose des deux panneaux lambrissés qui avaient été conservés.
Même s'il n'est reconstruit qu'en 1984, il bénéficie, au titre de dépendance du château de Versailles, du classement comme monument historique par la liste de 1862 et par arrêté du 31 octobre 1906 ainsi que de l'inscription au patrimoine mondial de l'Unesco depuis 1979. Il est aujourd'hui accessible au public dans le cadre du musée national des châteaux de Versailles et de Trianon, au sein du Domaine de Marie-Antoinette.